# Aphelandra kuna
Aphelandra kuna är en akantusväxtart som beskrevs av T.F. Daniel och L.A. Mcdade. Aphelandra kuna ingår i släktet Aphelandra och familjen akantusväxter. Inga underarter finns listade i Catalogue of Life.